# 25102 Zhaoye
25102 Zhaoye è un asteroide della fascia principale. Scoperto nel 1998, presenta un'orbita caratterizzata da un semiasse maggiore pari a 2,6858164 UA e da un'eccentricità di 0,0234882, inclinata di 2,40739° rispetto all'eclittica.